# Adelognathus flavopictus
Adelognathus flavopictus är en stekelart som beskrevs av Davis 1897. Adelognathus flavopictus ingår i släktet Adelognathus och familjen brokparasitsteklar. Inga underarter finns listade i Catalogue of Life.